# SEB Pank
De SEB Pank is de op een na grootste spaarbank in Estland en onderdeel van de Zweedse SEB Group.
De Bank is op 15 december 1992 opgericht onder de naam van Eesti Uhispank uit de fusie van 10 kleinere banken. Sinds 2008 wordt de naam SEB Pank gebruikt.